# Patricia Campbell
Pour les articles homonymes, voir Campbell.
Patricia F. Campbell est une mathématicienne et professeure de mathématiques américaine. Elle est professeure au Département d'enseignement et d'apprentissage, de politique et de leadership au College Park de l'Université du Maryland. Son travail a concerné l'amélioration de l'enseignement des mathématiques dans les écoles secondaires des minorités et des personnes à faible revenu, et l'efficacité de l'encadrement des mathématiques dans l'enseignement des mathématiques.

## Formation
Campbell est diplômée du College of St. Francis . Après avoir obtenu une maîtrise en mathématiques à l'Université d'État du Michigan, elle a complété un doctorat. en enseignement des mathématiques à l'Université d'État de Floride. Elle a été coprésidente du groupe d'intérêt spécial sur la recherche en enseignement des mathématiques de l'American Educational Research Association (en) de 2007 à 2009.

## Prix et distinctions
En 2011, elle a reçu le vingt et unième prix Louise-Hay pour sa contribution à l'enseignement des mathématiques. L'Association for Women in Mathematics lui a décerné « pour sa contribution à l'enseignement et à l'apprentissage des mathématiques en milieu urbain et pour son travail dans des écoles qui desservent principalement des populations minoritaires issues de milieux à faible revenu »,.